# Župnija Ljubljana - Črnuče
Župnija Ljubljana - Črnuče je rimskokatoliška teritorialna župnija Dekanije Ljubljana - Moste Nadškofije Ljubljana. Obsega Črnuče (Spodnje-, Stare Črnuče, Črnuško gmajno in Podboršt), Dobravo pri Črnučah, Ježo, Nadgorico in Brod v Četrtni skupnosti Črnuče.

## Cerkve
| #  | Slika                     | Cerkev                               | Predel Ljubljane |
| -- | ------------------------- | ------------------------------------ | ---------------- |
| 1. |                           | Cerkev svetega Simona in Jude Tadeja | Črnuče           |
| 2. | Klikni za spremembo slike | Cerkev svetega Janeza Krstnika       | Nadgorica        |

## Zgodovina
Cerkveno sta Črnuče in Nadgorica sprva pripadali mengeški pražupniji. Leta 1764 je bil za omenjeni naselji ustanovljen Vikariat Črnuče, leta 1862 pa samostojna župnija.